# Philippe Gaumont
Pour les articles homonymes, voir Gaumont (homonymie).
Philippe Gaumont, né le 22 février 1973 à Amiens et mort le 17 mai 2013 à Arras, est un coureur cycliste français. Médaillé de bronze au contre-la-montre par équipe aux JO de Barcelone (1992), il passe professionnel en 1994 dans l'équipe Castorama. Il rejoint l'équipe Gan en 1996 puis Cofidis en 1997. À son palmarès, figurent un Gand-Wevelgem en 1997, une victoire aux Quatre Jours de Dunkerque (1996) et un Tour de l'Oise (1996). Contrôlé positif aux produits dopants à plusieurs reprises (1996, 1998, 1999), il est épinglé dans l'affaire Cofidis en 2004. En 2005, il publie Prisonnier du dopage, livre dans lequel il raconte son expérience du dopage.

## Biographie

### Jeunesse et carrière amateur
Philippe Gaumont commence le cyclisme à treize ans, après avoir pratiqué le football en sport-études. Il intègre le club de Moreuil, dirigé par Michel Desavoy. Il obtient de nombreuses victoires en catégorie cadet. Entraîné sur piste par Francis Van Londersele, alors conseiller technique régional de Picardie, il est champion de France de poursuite en cadet deuxième année. L'année suivante, à 17 ans, il est sélectionné en équipe de France junior par Bernard Bourreau. En 1992, Michel Thèze, entraîneur de l'équipe national du contre-la-montre par équipes, l'intègre à sa présélection. Gaumont participe aux stages de l'équipe et parvient à être sélectionné pour les Jeux olympiques de Barcelone. Avec Hervé Boussard, Didier Faivre-Pierret et Jean-Louis Harel, il y obtient la médaille de bronze du contre-la-montre par équipes. Ces Jeux olympiques sont le « meilleur souvenir » de sa carrière : « c'est le seul titre de ma carrière sportive, hormis toutes les victoires chez les jeunes, que j'ai obtenu sans dopage. »

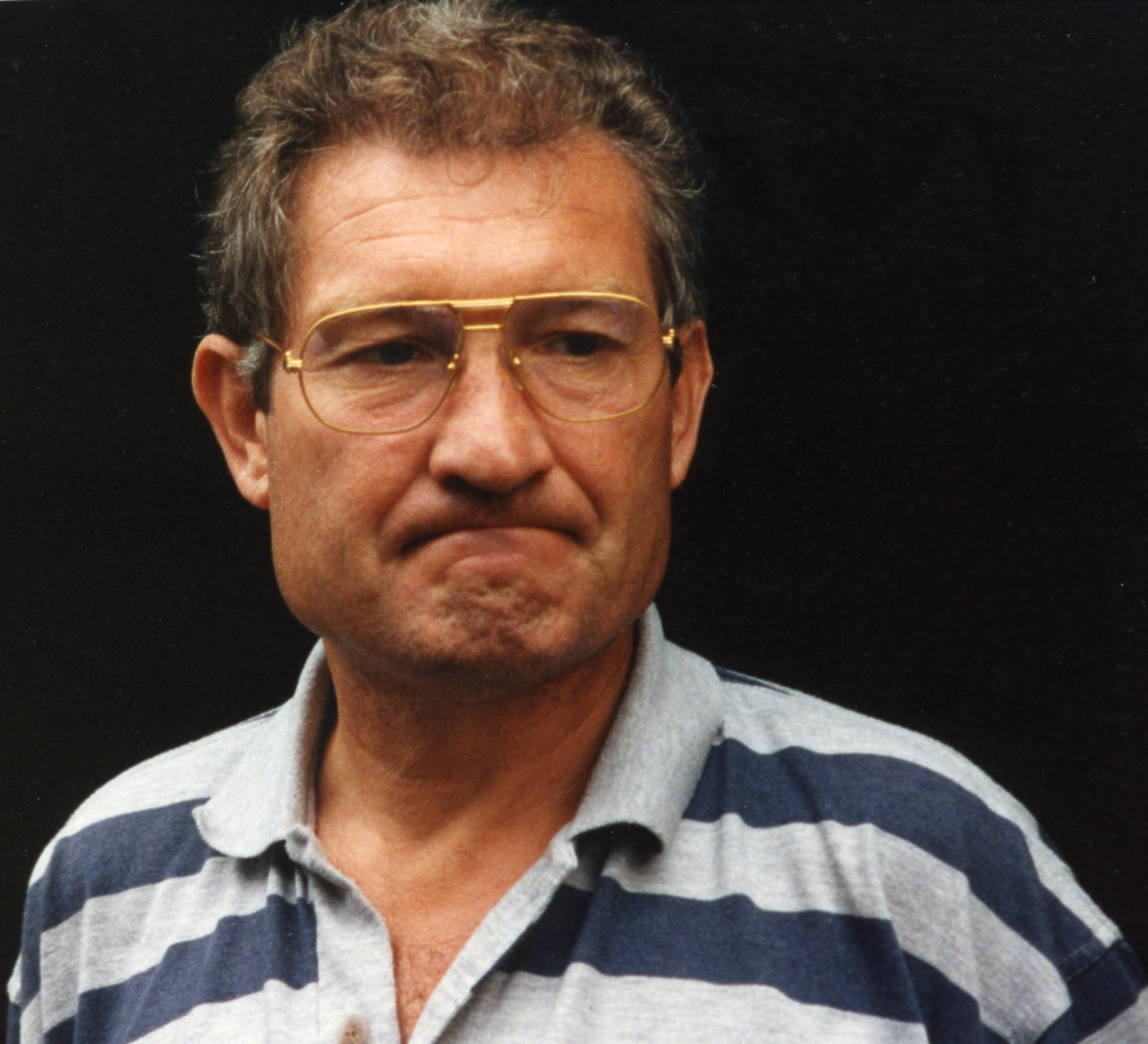
Cyrille Guimard, directeur sportif de Philippe Gaumont au sein des équipes Castorama et Cofidis

Après les Jeux, Philippe Gaumont est approché par le directeur sportif Cyrille Guimard, qui souhaite le recruter au sein de son équipe Castorama. Gaumont doit auparavant effectuer son service militaire au bataillon de Joinville. Il est prévu qu'il débute au sein de Castorama en septembre 1993. Une chute lors du Tour de la Somme le contraint à repousser son arrivée chez les professionnels à janvier 1994.

### Carrière professionnelle

#### Début de carrière chez Castorama
Philippe Gaumont devient coureur professionnel en janvier 1994 au sein de l'équipe Castorama. Il y a un rôle d'équipier. À la fin du mois d'août, il obtient sa première victoire professionnelle, le Tour du Poitou-Charentes : « si on excepte le Kenacort pris quatre mois plus tôt, c'est la seule course que j'ai gagnée proprement chez les professionnels. »

#### Une année chez Gan

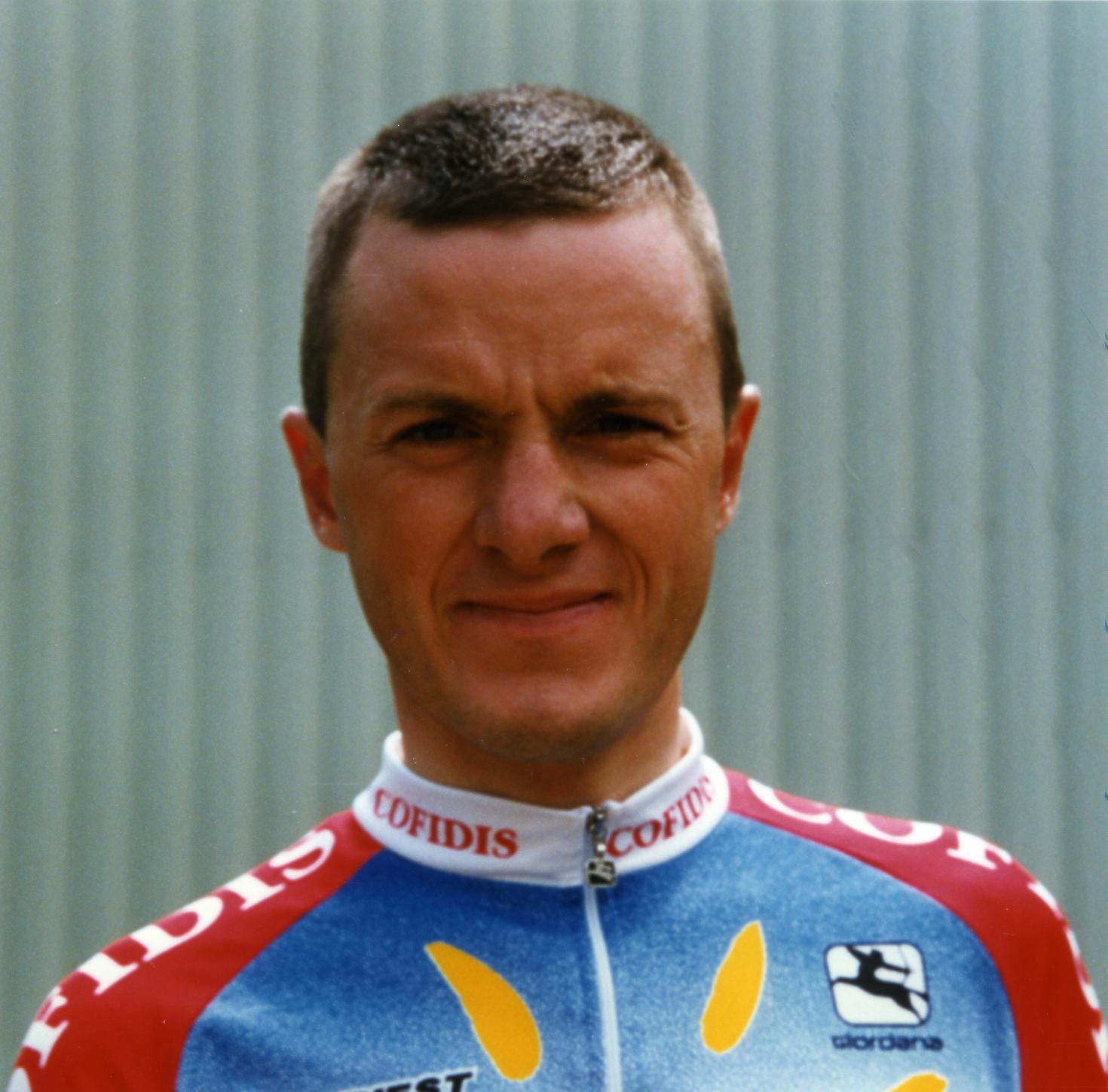
Laurent Desbiens, coéquipier de Philippe Gaumont

Après la disparition de l'équipe Castorama à la fin de l'année 1995, Philippe Gaumont rejoint l'équipe Gan, dirigée par Roger Legeay. Ayant eu deux tendinites en début d'année, il tarde à avoir des résultats répondant aux attentes de ce dernier. Dopé par l'EPO, il connait à partir de la fin du mois d'avril « cinq semaines de folie ». Il gagne la Côte picarde, puis est deuxième du Tour de Vendée en laissant gagner son coéquipier et ami Laurent Desbiens, issu comme lui de l'équipe Castorama. En mai, il remporte les Quatre Jours de Dunkerque. Une semaine plus tard, il obtient une nouvelle victoire au Tour de l'Oise.
À la fin du mois de mai, la direction de l'équipe est informée du contrôle antidopage positif à la nandrolone subi par Gaumont lors de la Côte picarde. Laurent Desbiens est également contrôlé positif, au même produit, au Tour de Vendée. Ses résultats sont dus à des injections effectuées en novembre 1995, prescrites par le docteur Patrick Nédélec, médecin de l'équipe Castorama en 1995, et lui aussi recruté par Gan. Gaumont et Desbiens sont suspendus six mois par la commission de discipline de la Ligue du cyclisme professionnel français, et licenciés par l'équipe Gan,,.

#### 1997-2003: Cofidis
Durant sa suspension, Philippe Gaumont est contacté par Cyrille Guimard, qui crée une nouvelle équipe, Cofidis, et le recrute pour la saison 1997. En avril, il remporte Gand-Wevelgem. La plus prestigieuse victoire de sa carrière sur route. Il devance au sprint Andreï Tchmil et Johan Capiot. En juillet, il dispute son premier Tour de France, qu'il termine à la dernière place du classement général. Dans son livre Prisonnier du dopage, il explique avoir perdu du temps dès le début de la course, « bloqué par les hormones [de croissance] » que lui a recommandé, en trop forte dose, son leader Tony Rominger : « je faisais de la rétention d'eau et j'étais gonflé comme un ballon de baudruche, avec trois bons kilos en trop. Mes jambes n'avaient plus de force ». Durant les derniers jours de course, suivant une consigne de Cyrille Guimard, il simule une maladie pour perdre du temps et « occuper la place très convoitée de lanterne rouge ». Retrouvant une bonne forme en fin de course, lorsque les effets des hormones s'estompent, il réalise une excellente performance lors de l'avant-dernière étape, un contre-la-montre de 63 km. Il n'est battu que par Abraham Olano et Jan Ullrich, vainqueur du Tour.
En début d'année 1998, Gaumont est troisième de l'Étoile de Bessèges. En mai, il gagne la première étape du Grand Prix du Midi libre. Il participe au Tour de France, qu'il abandonne à cause d'une tendinite. En fin d'année, il passe devant le conseil fédéral de la Fédération française de cyclisme pour un nouveau contrôle positif à la nandrolone, lors de sa victoire au Midi libre. Il est blanchi, en raison de la faible quantité détectée.

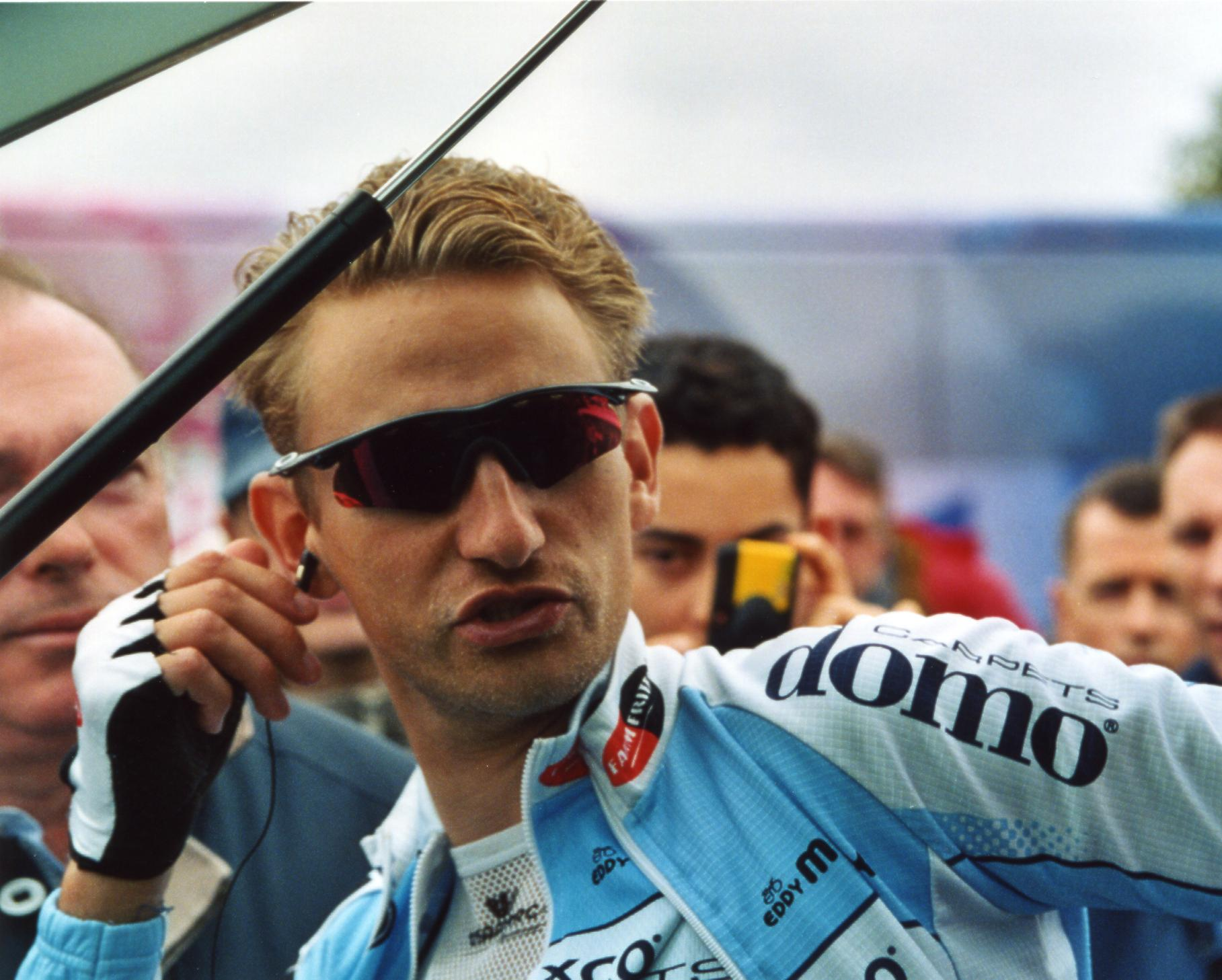
Frank Vandenbroucke

L'année 1999 voit l'arrivée chez Cofidis de Frank Vandenbroucke, grand espoir belge. Proche de lui depuis 1997, Philippe Gaumont devient l'un de ses équipiers. Durant les premiers mois de l'année, Vandenbroucke remporte le Circuit Het Volk et Liège-Bastogne-Liège. Blessé au pouce au Tour des Flandres, Gaumont ne participe cependant pas à ce dernier succès. En mai, les deux coureurs sont mis en garde à vue par la brigade des stupéfiants de Paris, dans le cadre de l'affaire « Sainz-Lavelot ». Les analyses d'urine effectuées à cette occasion s'avèrent positives aux amphétamines. Mis en examen, Philippe Gaumont est suspendu jusqu'à la fin de l'année. L'équipe Cofidis reconduit son contrat en 2000, tandis que Vandenbroucke quitte l'équipe. François Migraine, PDG de Cofidis, lui donne pour objectif le championnat de France de poursuite, dont l'entraîneur national Jacky Mourioux a annoncé que le vainqueur représenterait la France aux Jeux olympiques de Sydney. Ayant peu couru durant l'année écoulée, Gaumont part peu confiant, après une semaine d'entraînement au vélodrome de Hyères avec Francis Vanlondersele. Il parvient cependant à éliminer Francis Moreau, ancien champion du monde de la discipline, en quart de finale. Il bat en finale Jérôme Neuville et devient champion de France. Il est sélectionné en équipe nationale pour les Jeux olympiques, ainsi que les championnats du monde qui suivent. Au tournoi de poursuite individuelle des Jeux olympiques, il réalise le cinquième temps du tour de qualification, à 24 centièmes de la quatrième place qualificative pour les demi-finales. Aux championnats du monde, il décroche la médaille de bronze de la poursuite par équipes, avec Cyril Bos, Jérôme Neuville et Damien Pommereau. En poursuite individuelle, il est éliminé dans le tour de qualification, lors duquel il réalise le treizième et dernier temps.
Ayant perdu toute motivation pour le cyclisme, Philippe Gaumont se la « coule douce » en fin d'année, et passe son temps dans le bar de Montdidier qu'il a racheté. Il ne recommence à s'entraîner qu'en janvier. Ses résultats s'en ressentent en début d'année. Il finit par reprendre sérieusement l'entraînement et arrête de fumer. Il consomme de nouveau de l'EPO, qu'il n'avait plus pris depuis la préparation des Jeux olympiques. Il est quatrième du prologue de Paris-Nice. À l'arrivée de Milan-San Remo, il est dans le groupe de tête et s'apprête à disputer le sprint, lancé par Nico Mattan, il est pris dans une chute. Lors du Tour des Flandres, il est à nouveau dans le groupe de tête lorsqu'il doit s'arrêter à cause d'un problème mécanique. Il aborde ainsi Paris-Roubaix, la « course de ses rêves », confiant. Bien placé dans le groupe de tête, il chute lourdement dans la trouée d'Arenberg et se brise le fémur de la jambe droite,.
Il remonte sur un vélo deux mois plus tard, en juin. Cofidis lui propose un contrat pour deux ans. En 2002, bien qu'il décroche un deuxième titre national en poursuite individuelle, il peine lors des courses sur route durant toute l'année. Il retrouve de la motivation en 2003, et parvient à être sélectionné pour le Tour de France et à se voir proposer un contrat par Cofidis pour l'année 2004.

### Affaire Cofidis et publication dePrisonnier du dopage
- 20 janvier 2004 : Dans le cadre de l'enquête sur l'affaire Cofidis, il est arrêté à l'aéroport d'Orly, en compagnie de Cédric Vasseur. Transféré au Quai des Orfèvres pour y être interrogé.
- 9 février 2004 : face au juge d'instruction Richard Pallain, il confirme ses aveux de dopage et ses révélations sur le dopage organisé au sein de Cofidis.
- 1er février 2005 : Publication de son livre Prisonnier du dopage
- 1er février 2006 : Il reprend la gérance du Nelson Pub sur le Quai Bélu à Amiens
- 11 juin 2006 : Procès de l'affaire Cofidis à Nanterre, 7 coureurs, 1 soigneur, 1 pharmacien et 1 directeur sportif sont accusés.
- 19 juin 2007 : Le jugement de l'affaire Cofidis, Philippe Gaumont écope de 6 mois avec sursis

À la suite de sa mise en examen, dans l'affaire Cofidis, il révèle devant le juge tous les travers du cyclisme auxquels il a assisté ou participé (principalement le dopage, l'importance des médecins dans une équipe, les victoires achetées). Il rédige alors le livre Prisonnier du dopage, dans lequel il décrit la médicalisation de ce sport. Il affirme que les coureurs actuels peuvent toujours procéder à des cures d'EPO, à condition d'arrêter la prise une semaine avant la compétition. Il décrit l'utilisation courante de produits qu'il a lui-même régulièrement utilisés, tels les hormones de synthèse (hormones de croissance dont la testostérone, l'EPO et d'autres hormones cytokines, les corticoïdes, diverses autres hormones psychostimulantes), les anabolisants, les amphétamines, le « Nonox » (surnom du Stilnox, un puissant somnifère malheureusement addictif, normalement prescrit sous surveillance médicale pour aider à réguler temporairement à nouveau le sommeil lors d'épisodes dépressifs graves, et non pas pour accélérer la récupération suite à l'effort)…
Il précise que son témoignage ne représente pas un cas particulier parmi les cyclistes mais la normalité, et qu'au contraire les  coureurs qui ne respectent pas la loi de l'omerta ou qui sont propres et qui le clament trop fort (tel Christophe Bassons) se font vite sortir du cyclisme par le peloton. D'après lui, 95 % du peloton professionnel est dopé. Parmi les exceptions notables, il cite David Moncoutié.

### Accident cardiaque
Le 23 avril 2013, Philippe Gaumont est victime d'une attaque cardiaque et est transporté à l'hôpital d'Arras dans un état critique, plongé dans un coma artificiel par les médecins. Le 13 mai 2013, il est annoncé en état de mort cérébrale, son état étant décrit comme irréversible.
De nombreux médias ont relayé une information erronée d'une agence de presse belge faisant état de son décès, mais démentie par La Voix du Nord auquel un proche de la famille a envoyé un texto le même jour vers 22h30 « Phil va s'endormir mais n'est pas encore décédé ».
Il meurt finalement le vendredi 17 mai au soir à l'hôpital d'Arras.

## Palmarès sur route

### Coureur amateur
- 1990
  - 2e étape des Trois Jours d'Axel (contre-la-montre)
  - 2e du championnat de France sur route juniors
- 1991
  - 4e étape des Trois Jours d'Axel
  - Trio normand (avec Laurent Roux et Pascal Pfinder)
- 1992
  - Tour de la Somme
  - Chrono de Rochecorbon
  -  Médaillé de bronze du contre-la-montre par équipes des Jeux olympiques
- 1993
  - 4e étape du Tour du Pays Roannais
  -  Médaillé de bronze du contre-la-montre par équipes aux Jeux méditerranéens

### Coureur professionnel
| - 1994 - Tour du Poitou-Charentes : - Classement général - 5e étape (contre-la-montre) - 1995 - 2e du Trio normand - 1996 - Classement général des Quatre Jours de Dunkerque - Tour de l'Oise : - Classement général - 1re étape - Côte picarde - 2e du Tour de Vendée | - 1997 - Gand-Wevelgem - 3ea étape des Quatre Jours de Dunkerque - 2e du championnat de France du contre-la-montre - 1998 - 1re étape du Grand Prix du Midi libre - 3e de l'Étoile de Bessèges |  |

### Résultats sur les grands tours

#### Tour de France
3 participations
- 1997 : 139e et lanterne rouge[37]
- 1998 : abandon (10e étape)
- 2003 : 124e

#### Tour d'Espagne
2 participations
- 1997 : abandon
- 1998 : abandon

#### Tour d'Italie
1 participation
- 1995 : abandon

## Palmarès sur piste

### Championnats du monde
- Manchester 2000
  -  Médaillé de bronze de la poursuite par équipes (avec Damien Pommereau, Jérôme Neuville et Cyril Bos)

### Championnats de France
- 1989
  -  Champion de France de poursuite cadets
- 1991
  -  Champion de France de poursuite juniors
- 2000
  -  Champion de France de poursuite
  -  Champion de France de poursuite par équipes (avec Robert Sassone, Francis Moreau et Damien Pommereau)
- 2002
  -  Champion de France de poursuite